# Penge (London)
Penge [pɛndʒ] ist ein Stadtteil des Londoner Bezirks Bromley und liegt 12 km südöstlich des traditionellen Londoner Zentrums Charing Cross.

## Geschichte
Penge war ursprünglich ein Dorf, das unter dem Namen Penceat in einer angelsächsischen Urkunde aus dem Jahr 957 erwähnt wurde. Der Name der Ortschaft ist von dem keltischen Wort Penceat abgeleitet, das „Waldrand“ bedeutet. Die ursprünglichen keltischen Wörter waren „pen“ für „Kopf“ und „ceat“ für „Wald“.
Der Ort war unauffällig und hatte wenige Einwohner. Eine große Grünfläche mit einem kleinen Gasthaus kennzeichneten ihn. Die Grünfläche ist als „Pensgreene“ auf einer Karte aus dem Jahr 1607 bezeichnet.

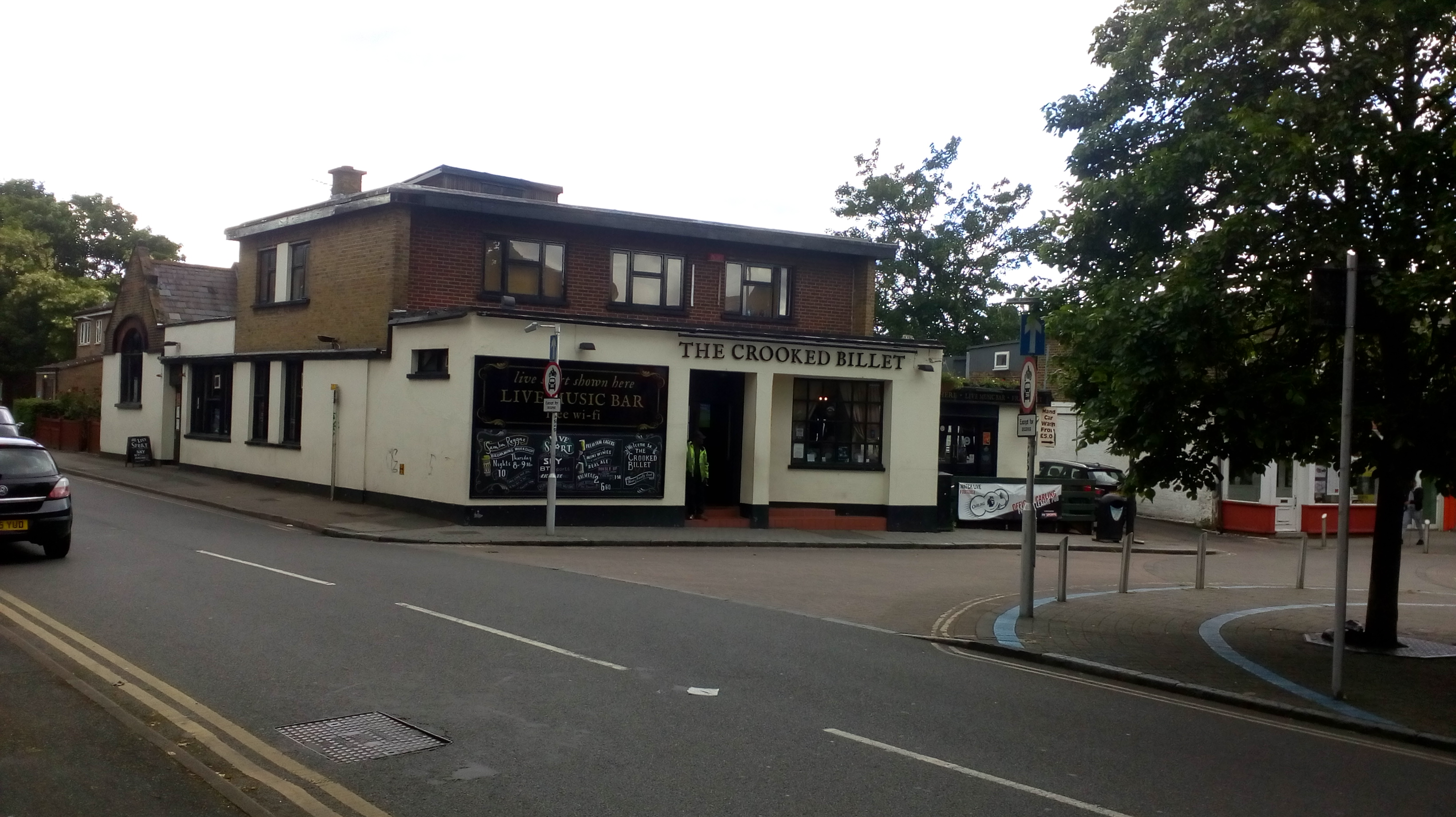
„Crooked Billet“, älteste Gaststätte in Penge (2017)

Die Ordnance Survey Karte von 1868 zeigt die Schankwirtschaft Old Crooked Billet (etwa: alter „krummer Knüppel“) südöstlich des Standorts, an dem noch immer eine Gaststätte desselben Namens betrieben wird. Ihr Gebäude entstand hier ursprünglich im Jahr 1827 und wurde 1840 durch ein dreistöckiges Gebäude ersetzt. Dieses wurde im Zweiten Weltkrieg durch Bomben der Luftwaffe schwer beschädigt und musste neu aufgebaut werden. Das erste Crooked Billet in südöstlicher Lage ging mindestens auf das Jahr 1601 zurück. Schon seit 1914 war der Name des Lokals auch als Endpunkt verschiedener Buslinien  (109 und 609 von Bromley Market kommend) bekannt.
Über die Allmende „Penge Common“ wurde Anfang des 19. Jahrhunderts entlang der heutigen Bahnlinie der 1809 eröffnete London and Croydon Canal gebaut. Nach der Schließung des Kanals im Jahr 1836 wurde die London and Croydon Railway weitgehend entlang der gleichen Strecke gebaut und 1839 eröffnet.

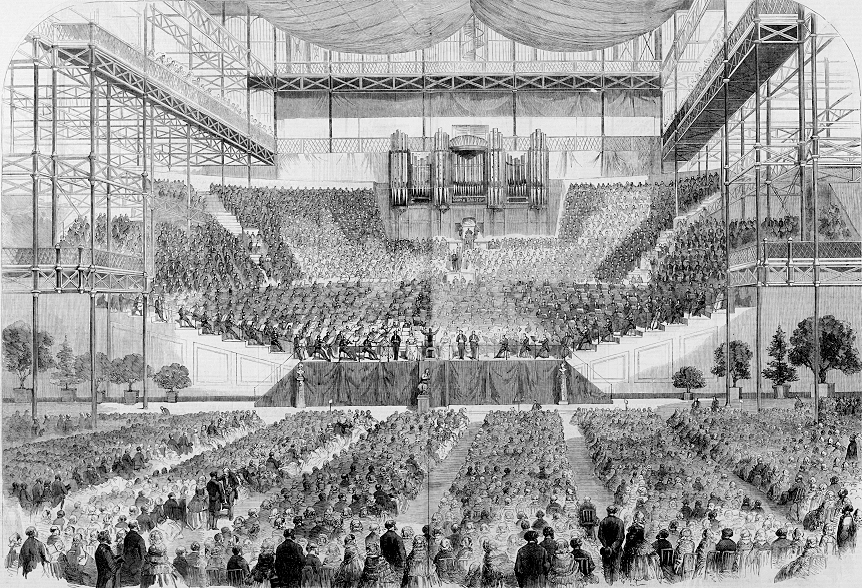
Innenansicht des Crystal Palace, 1857

In der viktorianischen Ära entwickelte sich Penge aufgrund der Bahnlinie und der Nähe zu dem aus dem Hyde Park hierher verlegten Konzertsaals Crystal Palace zu einem mondänen Vorort Londons. Es wurde zu einem im Trend liegenden Tagesausflug, tagsüber den Crystal Palace zu besuchen und mit der Straßenbahn den Hügel hinunter in den Ort zu fahren, zu einem der „fünfundzwanzig Pubs pro Quadratmeile“, die Penge angeblich besaß; oder zu den beiden Varietétheatern, die King’s Hall (später das Gaumont Kino) und das 1915 gegründete Empire Theatre (später das Essoldo Kino).
Stanfords Karte von London und seinen Vororten aus dem Jahr 1862 zeigt, dass Wohnhäuser entlang der Penge New Road (heute Crystal Palace Park Road, Sydenham High Street und Penge High Street), der Thick Wood (heute Thicket) Road und der Anerley Road gebaut wurden.
Der Aufschwung des Ortes fand in den Jahren 1875 und 1877 wegen der berüchtigten „Penge-Morde“ ein Ende: 1875 ermordete Frederick Hunt seine Frau und seine Kinder; 1877 ließ der Mann der reichen Erbin Harriet Staunton seine Frau und ihren kleinen Sohn verhungern. Im viktorianischen Zeitalter hatten Gewalttaten dieser Art weitreichende Auswirkungen auf das Image und die Reputation der Umgebung.

## Verwaltung
Penge war ein Teil der Gemeinde Battersea, wobei die historische Grafschaftsgrenze zwischen Kent und Surrey die östliche Begrenzung bildete. Im Jahr 1855 wurden beide Teile der Gemeinde in das Gebiet des Metropolitan Board of Works aufgenommen, wobei die Penge Hamlet Vestry (Pfarrgemeinde) sechs Delegierte in das Lewisham District Board of Works wählte. Mit dem Local Government Act 1888 (Gemeindegesetz) wurde das Metropolitan Board abgeschafft und sein Gebiet wurde dem County of London hinzugefügt. Der London Government Act 1899 sah jedoch vor, dass Penge aus dem County of London herausgelöst und einer der Grafschaften Surrey oder Kent angegliedert werden sollte. Dementsprechend wurde der Ort im Jahr 1900 per Ratsbeschluss Kent zugeordnet und als Stadtbezirk Penge konstituiert. Der Stadtbezirk wurde 1965 durch den London Government Act 1963 abgeschafft und sein ehemaliges Gebiet mit dem anderer Bezirke zum London Borough of Bromley zusammengelegt.
Der Stadtbezirk bestand aus den drei Bezirken Anerley, Penge und Upper Norwood. Er umfasste den gesamten Crystal Palace Park mit Ausnahme eines Teils der östlichen Seite entlang der Crystal Palace Park Road, die damals vom Beckenham Urban District verwaltet wurde.
Ab 1885 war das Hamlet of Penge Teil des Wahlkreises Dulwich, der damals in Surrey lag, und blieb in diesem Parlamentswahlkreis bis 1918, als es in den neuen Wahlkreis Bromley verlegt wurde. Ab 1950 war es Teil des Wahlkreises Beckenham. Seit der Parlamentswahl 2010 ist Penge Teil des Wahlkreises Lewisham West and Penge.

## Verkehr

### Bahn

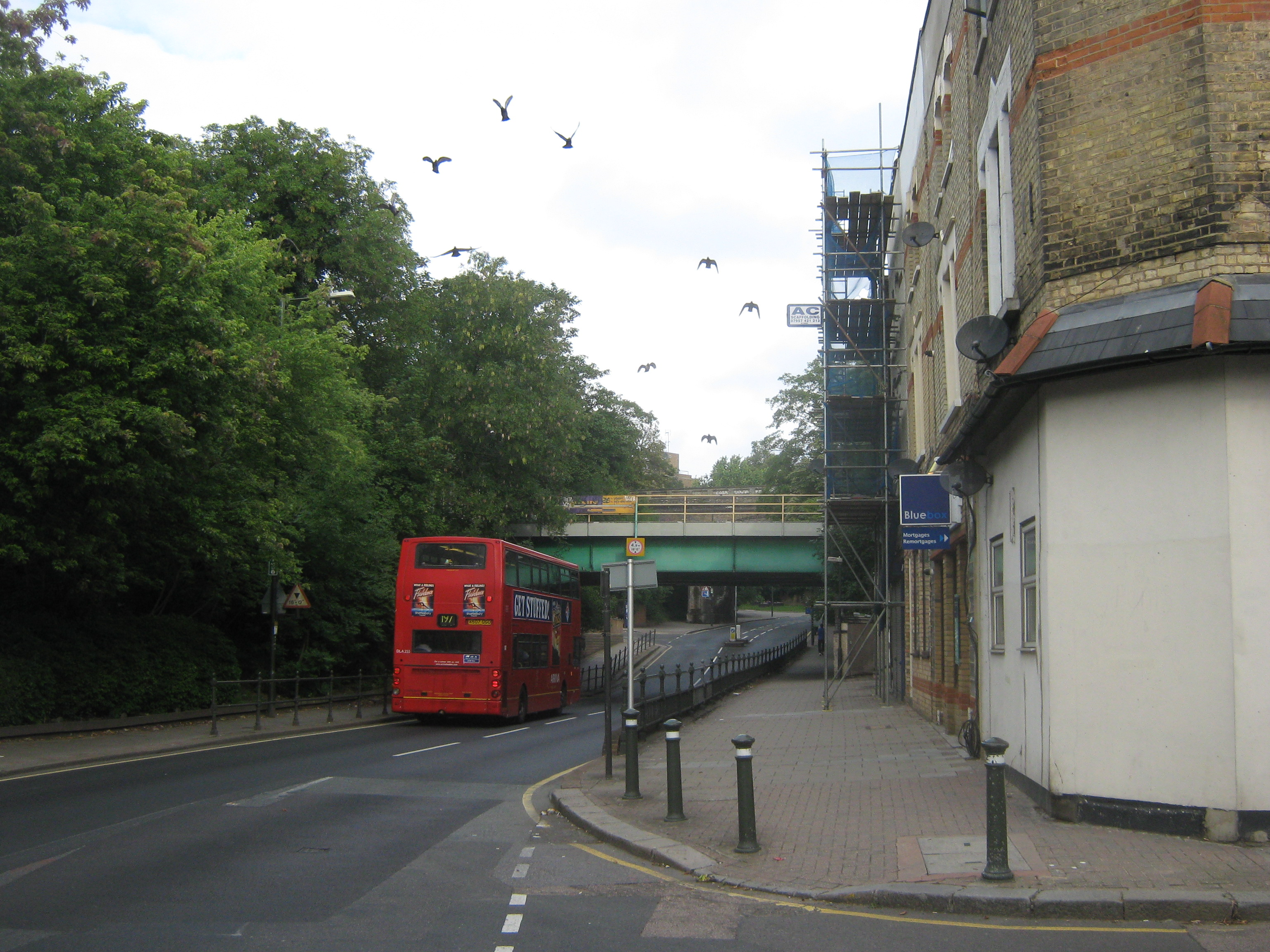
Bus der Linie 197, Penge High Street vor der Eisenbahnbrücke

Der Bahnhof Penge West bietet im Netz der National Rail eine Verbindung in das Londoner Zentrum (London Bridge) und Coulsdon in Surrey sowie einen London Overground Dienst nach Dalston Junction (Hackney) und West Croydon. Die Bahnhöfe Penge East und Kent House verbinden Penge im National Rail Netz durch Southeastern Railway mit London Victoria, Bromley South und Orpington.

### Bus

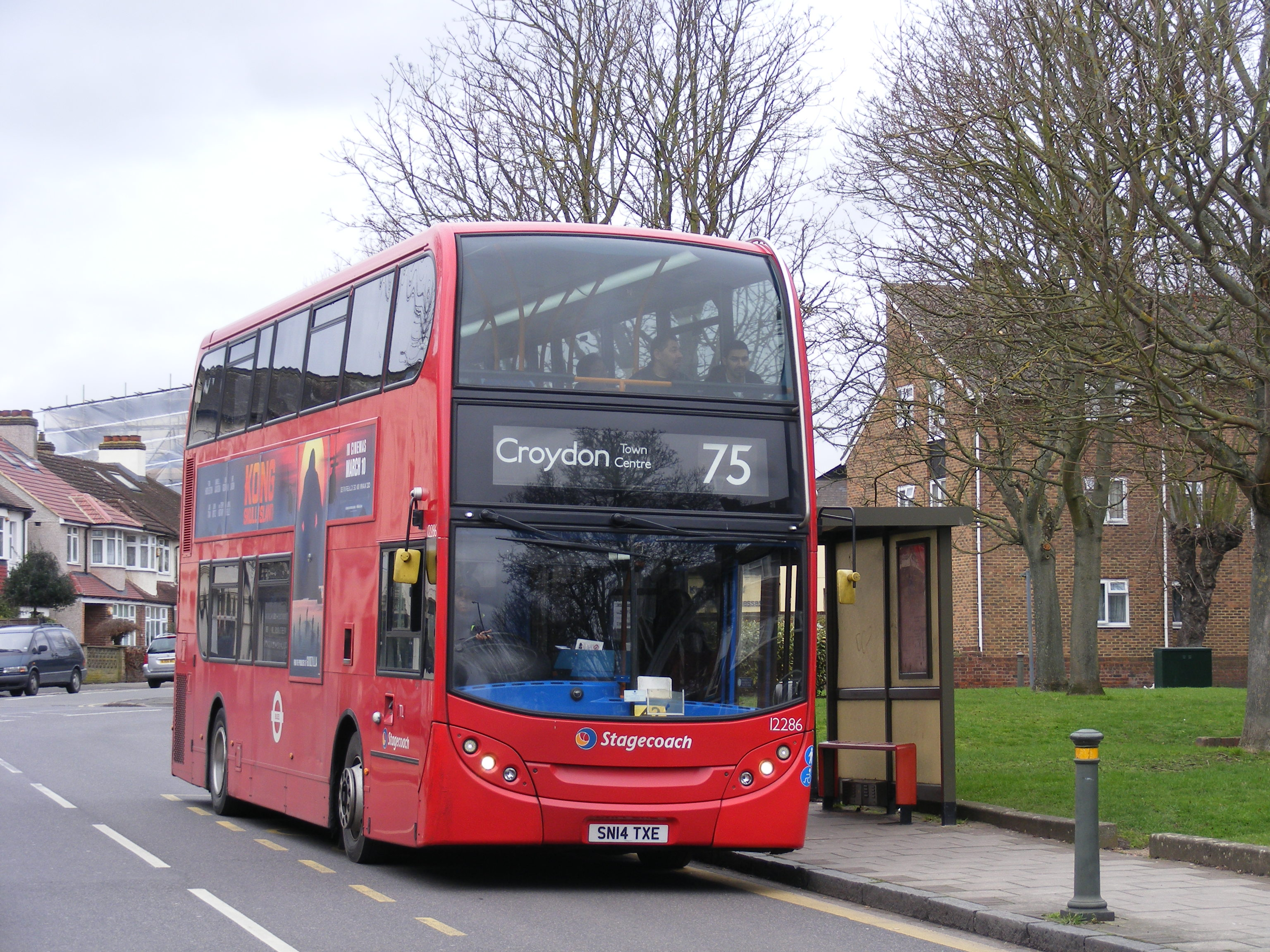
Bus der Linie 75 in Penge

Penge wird von London Buses, Linien 75, 176, 194, 197, 227, 354, 356, 358 und N3 bedient. Somit bestehen regelmäßige Busverbindungen zu Zielen wie Beckenham, Bromley, Camberwell, Catford, Croydon, Elephant & Castle, Elmers End, Farnborough, Forest Hill, Lewisham, Orpington und Peckham.

### Straße
Drei Hauptstraßen (A roads), die A213, A214 und A234 verlaufen durch Penge.

## Kultur
- In Penge gibt es eine Galerie für zeitgenössische bildende Kunst namens Tension, die im April 2019 in der 135 Maple Road eröffnet wurde.[27]
- Horace Rumpole, ein fiktiver Anwalt, der als „Rumpole of the Bailey“ bekannt wurde, ist eine Schöpfung des Autors John Mortimer. Seine Fälle und er sind mit Penge eng verbunden, so im Roman „Rumpole and the Penge Bungalow Murders“. Zwischen 1976 und 1992 strahlte die BBC 44 Folgen der Rumpole Fälle in sieben Staffeln aus.[28]
- Die BBC Sitcom Pulling spielt in Penge.[29]

## Sehenswürdigkeiten

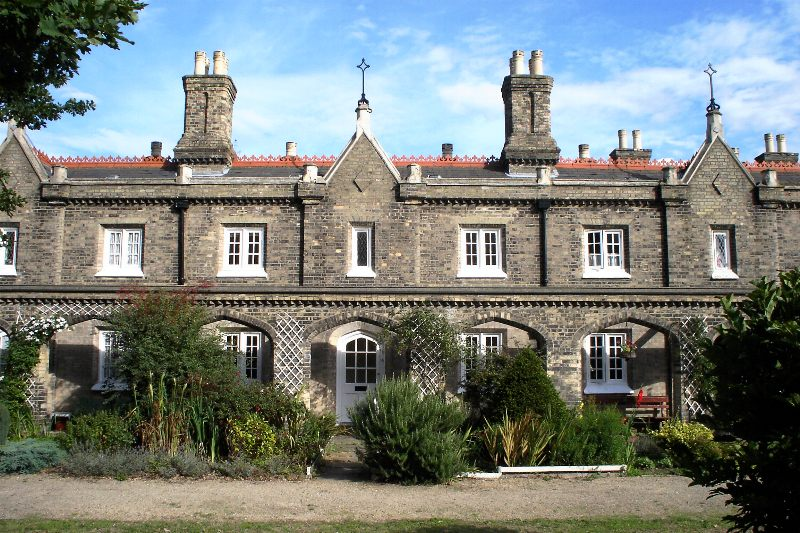
Watermen's Almshouses, Penge

- Watermen's Almshouses, Penge Es gibt mehrere „Armenhäuser“ (almshouses) aus viktorianischer Zeit in Penge.[30][31] Die ältesten sind die Free Watermen and Lightermen’s Almshouses (auch bekannt als Royal Watermen’s Almshouses), die 1840-1841 an der Beckenham Road von der Company of Watermen and Lightermen of the City of London für pensionierte freie Männer der Gesellschaft und ihre Witwen gebaut wurden. Die Bewohner wurden 1973 an einen neuen Standort in Hastings untergebracht[32] und die ursprünglichen Gebäude wurden in Privatwohnungen umgewandelt.
- Die Queen Adelaide Almshouses, auch bekannt als King William Naval Asylum, St. John’s Road, gegründet 1847 und erbaut 1848 auf Wunsch und Kosten von Königin Adelaide von Sachsen-Meiningen, der Witwe von König Wilhelm IV, um zwölf Witwen oder verwaisten Töchtern von Marineoffizieren Unterkunft zu bieten.[33] Auch in diesem Fall sind die Almshouses heute Privatwohnungen.

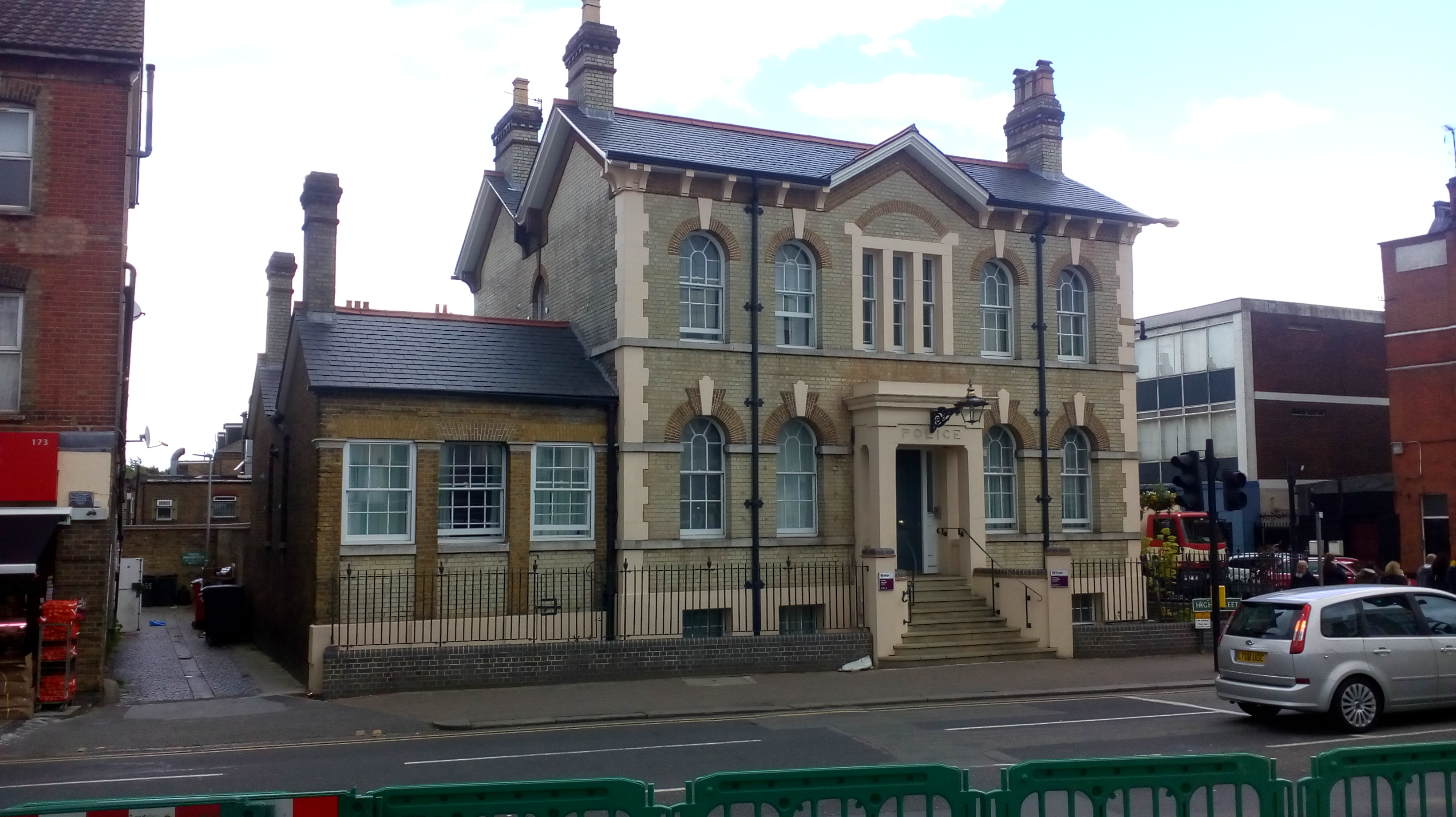
Frühere Polizeiwache in Penge

- Frühere Polizeiwache in PengeDie Polizeiwache an der Ecke der High Street und Green Lane war vermutlich Londons älteste im Betrieb befindliche Polizeistation, als sie im Jahr 2010 geschlossen wurde.[34]

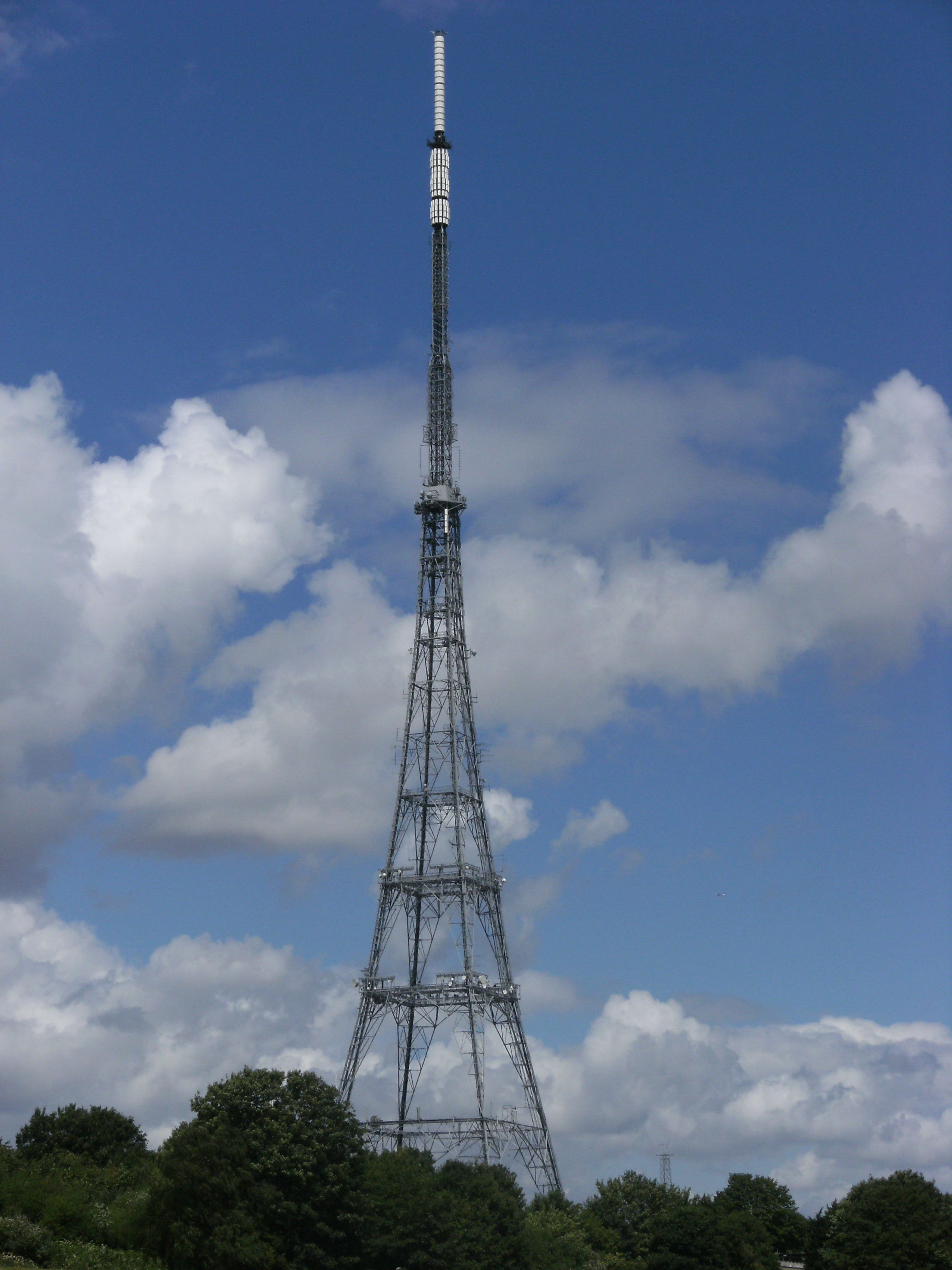
Chrystal Palace Funkmast

- Chrystal Palace FunkmastBei seiner Fertigstellung im Jahr 1956 war der Crystal Palace Transmitter (Funkmast) das höchste Bauwerk Großbritanniens, ein Rekord, den er 1959 an den Anglia Television Transmitter in Lincolnshire verlor. Er blieb bis 1991 das höchste Bauwerk in der Region London.[35]

## Kirchen

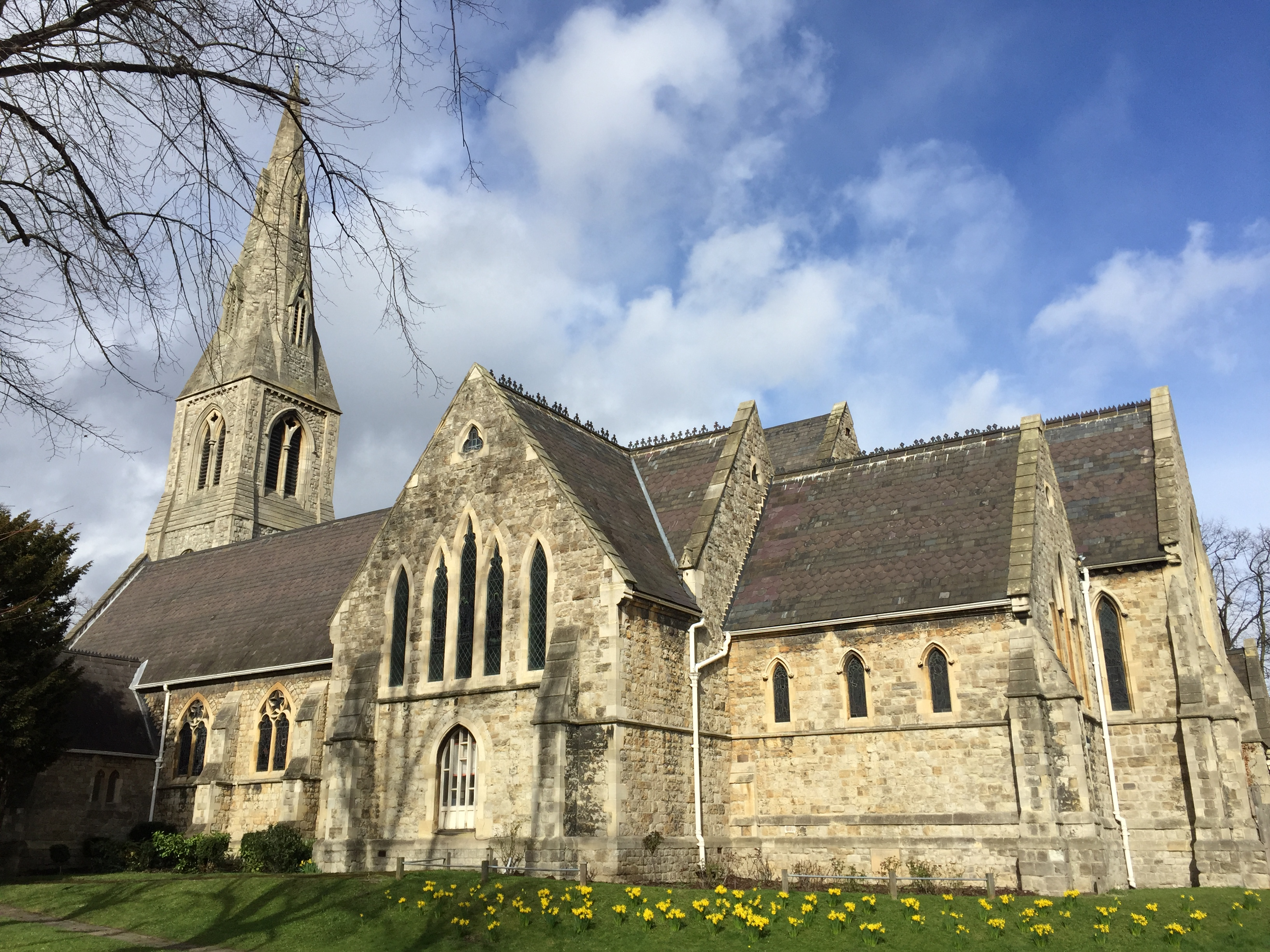
St. John’s Kirche, Penge (2017)

Die St. John the Evangelist's Church wurde 1850 gebaut.
Die Penge Congregational Church wurde 1912 erbaut.

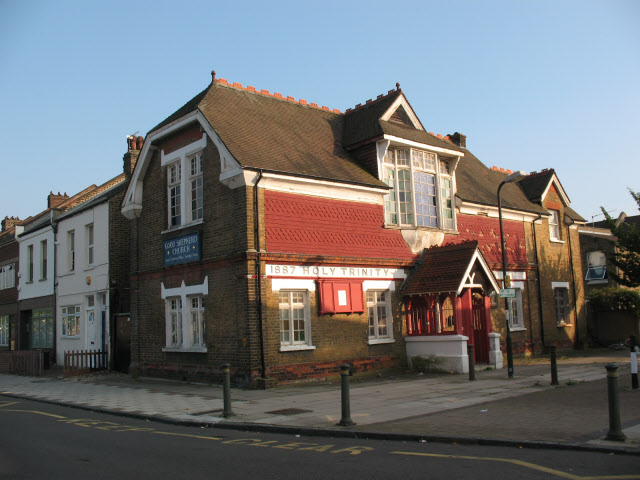
Church of the Good Shepherd, Penge

Die Holy Trinity Church stammte aus dem Jahr 1878.
Die traditionalistische, römisch-katholische tridentinische Kirche des Guten Hirten (Church of the Good Shepherd) befindet sich in der Lennard Road, unweit des Bahnhofs Penge East.

## Sport
Im Crystal Palace Park befindet sich das National Sports Centre, das ein Leichtathletik-Stadion von internationaler Klasse umfasst, sowie eine ehemalige Motorsport-Rennstrecke, die 1969 im Film „The Italian Job“ verwendet wurde.
Der Crystal Palace Park beherbergte einst einen Fußballplatz, auf dem von 1895 bis 1914 das FA-Cup-Finale ausgetragen wurde, sowie Spiele des London County Cricket Club von 1900 bis 1908, als der Verein sich auflöste, und Spiele des Crystal Palace FC von seiner Gründung im Jahr 1905 an, bis der Verein während des Ersten Weltkriegs gezwungen war, seinen Standort zu wechseln.

## Bekannte Einwohner
- Walter de la Mare, englischer Dichter, Autor von Kurzgeschichten, Romanen und Kinderbüchern
- Camille Pissarro, französischer Maler des Impressionismus und Wegbereiter des Neoimpressionismus
- Malcolm Muggeridge, britischer Journalist und Geheimdienstmann
- Bonar Law, Politiker der Konservativen Partei und Premierminister des Vereinigten Königreichs von Oktober 1922 bis Mai 1923.
- Tom Hood (1835–1874), englischer Schriftsteller
- Helena Normanton (1882–1957), erste britische Anwältin
- Bill Wyman (* 1936), Bassist der Rolling Stones